# Vila Nova de Famalicão
Vila Nova de Famalicão est une municipalité (en portugais : concelho ou município) du Portugal, située dans le district de Braga et la région Nord.
Elle se situe au cœur du triangle portugais des entreprises surtout dans le milieu du prêt-à-porter.
Plusieurs grandes marques de vêtements ont leur siège dans cette ville comme Tiffosi Denim, MDS, Salsa Jeans.

## Géographie
Vila Nova de Famalicão se trouve à 18 km au sud-ouest de Braga, à 30 km au nord-nord-est de Porto et à 304 km au nord de Lisbonne.
Vila Nova de Famalicão est limitrophe :
- au nord, de Braga,
- à l'est, de Guimarães,
- au sud, de Santo Tirso et Trofa,
- à l'ouest, de Vila do Conde et Póvoa de Varzim,
- au nord-ouest, de Barcelos.

## Histoire
La municipalité a été créée en 1835 par démembrement partiel de la municipalité de Barcelos.

## Démographie
| 1801 | 1849   | 1900   | 1930   | 1960   | 1981    | 1991    | 2001    | 2004    |
| ---- | ------ | ------ | ------ | ------ | ------- | ------- | ------- | ------- |
| -    | 27 023 | 33 978 | 43 561 | 79 250 | 106 508 | 114 338 | 127 567 | 131 690 |

| 2009    | 2011    | - | - | - | - | - | - | - |
| ------- | ------- | - | - | - | - | - | - | - |
| 134 969 | 133 832 | - | - | - | - | - | - | - |

## Subdivisions
La municipalité de Vila Nova de Famalicão groupe 49 paroisses (en portugais : freguesia) :
- Abade de Vermoim
- Antas (Vila Nova de Famalicão) (pt)
- Ávidos
- Bairro
- Bente
- Brufe (Vila Nova de Famalicão)
- Cabeçudos
- Calendário (Vila Nova de Famalicão)
- Carreira
- Castelões
- Cavalões
- Cruz
- Delães
- Esmeriz
- Fradelos
- Gavião (Vila Nova de Famalicão)
- Gondifelos
- Jesufrei
- Joane
- Lagoa
- Landim
- Lemenhe
- Louro
- Lousado
- Mogege
- Mouquim
- Nine
- Novais
- Outiz
- Pedome
- Portela
- Pousada de Saramagos
- Requião
- Riba de Ave
- Ribeirão
- Ruivães
- Santa Eulália de Arnoso
- Santa Maria de Arnoso
- Santa Maria de Oliveira
- São Cosme do Vale
- São Martinho do Vale
- São Mateus de Oliveira
- São Miguel de Seide
- São Paio de Seide
- Sezures
- Telhado
- Vermoim
- Vila Nova de Famalicão
- Vilarinho das Cambas

## Sport
- FC Famalicão

## Jumelages
- Saint-Fargeau-Ponthierry (France)
- Givors (France)